# Принцип Юма
Принцип Юма або ПЮ говорить, що число Fs дорівнює числу Gs тоді і тільки тоді, коли існує взаємна відповідність (бієкція) між Fs і Gs (позначення: F і G — поняття, s —- об'єкт або предмет). ПЮ можна формально встановити в системах логіки другого порядку. Принцип Юма названий на честь шотландського філософа Девіда Юма і був створений Джорджем Булосом.
ПЮ відіграє центральну роль у філософії математики Готлоба Фреге. Фреге показує, що ПЮ і відповідні визначення арифметичних понять містять усі аксіоми того, що ми зараз називаємо арифметикою другого порядку. Цей результат відомий як теорема Фреге, яка є основою для напрямку філософії математики, відомого як неологіцизм.

## Витоки
Принцип Юма з’являється в «Основах арифметики» Фреге (§63), в якому цитується частина III книги I Трактату про людську природу Девіда Юма (1740). Там Юм встановлює сім фундаментальних відносин між ідеями. Стосовно одного з них, пропорції кількості чи числа, Юм стверджує, що наше міркування про пропорцію кількості, представлене геометрією, ніколи не може досягти «досконалої точності й докладності», оскільки її принципи походять від чуттєвої видимості. Він протиставляє це міркуванням про число або арифметику, в яких може бути досягнута така точність:
Алгебра й арифметика [є] єдиними науками, в яких ми можемо продовжувати ланцюжок міркувань до будь-якої складності, і все ж зберігати ідеальну точність і визначеність. Ми володіємо точним стандартом, за яким ми можемо судити про рівність і пропорцію чисел; і відповідно до того, чи відповідають вони цьому стандарту, ми визначаємо їх співвідношення без будь-якої можливості помилки. Коли два числа поєднуються таким чином, що одне завжди має одиницю, що відповідає кожній одиниці іншого, ми оголошуємо їх рівними; і саме через відсутність такого стандарту рівності в [просторовому] розширенні геометрію навряд чи можна вважати досконалою та нехибною наукою. (I. III. I.)